# Пясъчник (Варненско)
Вижте пояснителната страница за други значения на Пясъчник.
Пясъчник (до 1945 г. Пѣсъчник) е бивше село в североизточна България, област Варна. Старото му име е  Долна Кумлуджа. 
Запазени са сведения от 1913 г. относно действията на румънската войска, завзела селото по време на Междусъюзническата война.
През 1959 г. с Указ № 582/обн. на 29 декември 1959 г. село Пясъчник е присъединено към село Kрумово и е заличено като самостоятелно селище.